# Pierre Marcel Toussaint de Serres
Pierre Marcel Toussaint de Serres (Montpellier, 3 de novembro de 1783 — Montpellier, 2 de julho de 1862) foi um naturalista e geólogo francês.